# نیلای کارتال‌تپه
نیلای کارتال‌تپه (انگلیسی: Nilay Kartaltepe؛ زادهٔ ۱۳ ژانویهٔ ۱۹۷۹) بازیکن بسکتبال اهل ترکیه است که در پُست پوینت گارد بازی می‌کرد. او یکی از باسابقه‌ترین بازیکنان تیم ملی بسکتبال زنان ترکیه بود و در رقابت‌های مهمی مانند یوروبسکت و بازی‌های المپیک ۲۰۱۲ شرکت داشت. کارتال‌تپه در لیگ برتر بسکتبال زنان ترکیه برای تیم‌های مختلفی از جمله فنرباغچه، بشیکتاش و بورسا اسپور بازی کرد و به دلیل رهبری قوی، مهارت در بازی‌سازی و کنترل بازی شناخته می‌شد. پس از بازنشستگی، او به فعالیت در زمینه مربیگری و توسعه بسکتبال زنان در ترکیه پرداخته است.
وی در مسابقات کشوری و بین‌المللی در مجموع برندهٔ ۱ مدال نقره شده است.